# Skoki do wody na Światowych Wojskowych Igrzyskach Sportowych 2007
Skoki do wody na 4. Światowych Wojskowych Igrzyskach Sportowych – zawody, które były organizowane przez CISM dla sportowców-żołnierzy, odbywały się w dniach pomiędzy 18 a 20 października 2007 w indyjskim Hajdarabadzie podczas światowych igrzysk wojskowych.
Zawody były równocześnie traktowane jako konkurencja 42 Wojskowych Mistrzostw Świata w pływaniu.

## Harmonogram
| Październik 2007 | 14 | 15 | 16 | 17 | 18 | 19 | 20 | 21 |
| ---------------- | -- | -- | -- | -- | -- | -- | -- | -- |
| Skoki do wody    |    |    |    |    | F  | F  | F  |    |

Legenda
|  | Dzień zawodów |  | Finały (F) |

## Konkurencje
Mężczyźni
- Skoki z trampoliny: 1 m, 3 m. Wieża 10 m indywidualnie.

Kobiety
- Skoki z trampoliny: 1 m, 3 m.

## Wyniki

### Mężczyźni
| Konkurencja                  | Złoto        | Rezultat | Srebro              | Rezultat | Brąz               | Rezultat |
| Trampolina 1 m indywidualnie | Li Shixin    |          | Zhang Xinhua        |          | Sascha Klein       |          |
| Trampolina 3 m indywidualnie | Peng Bo      | 481,10   | Dmitrij Sautin      | 472,65   | Zhang Xin Hua      | 470,60   |
| Wieża 10 m indywidualnie     | Kim Chon-man | 463,6    | Constantin Popovici | 454,7    | Aleksey Krawczenko | 447,6    |

### Kobiety
| Konkurencja                  | Złoto            | Rezultat | Srebro             | Rezultat | Brąz      | Rezultat |
| Trampolina 1 m indywidualnie | Julija Pachalina | 308.15   | Yang Yuting        | 268,95   | Kim Ok-ju | 260,35   |
| Trampolina 3 m indywidualnie | Yang Yuting      | 297,00   | Nadieżda Baszczina | 292,80   | Kim Ok-ju | 282,00   |

## Klasyfikacja medalowa
* Gospodarz zawodów został zaznaczony tym kolorem.
| Miejsce           | Reprezentacja     | Złoto | Srebro | Brąz | Razem |
| ----------------- | ----------------- | ----- | ------ | ---- | ----- |
| 1                 | Chiny             | 3     | 2      | 1    | 6     |
| 2                 | Rosja             | 1     | 2      | 1    | 4     |
| 3                 | Korea Północna    | 1     | 0      | 2    | 3     |
| 4                 | Rumunia           | 0     | 1      | 0    | 1     |
| 5                 | Niemcy            | 0     | 0      | 1    | 1     |
| Ogółem (5 państw) | Ogółem (5 państw) | 5     | 5      | 5    | 15    |

Źródło: